# 国際連合安全保障理事会決議177
国際連合安全保障理事会決議177（こくさいれんごうあんぜんほしょうりじかいけつぎ177、英語: United Nations Security Council Resolution 177、UNSCR177）は、1962年10月15日に国際連合安全保障理事会で全会一致で採択された決議である。ウガンダの国連加盟申請を検討し、同国の加盟承認を総会に勧告した。